# Reginald Harris
Reginald Hargreaves Harris, anomenat Reg Harris OBE (Bury, 1 de març de 1920 - Macclesfield, 22 de juny de 1992) va ser un ciclista anglès, que fou professional entre 1949 i 1957 i entre 1971 i 1975. Es dedicà al ciclisme en pista, en especial a les proves de velocitat. Guanyà el Campionat del món de velocitat amateur de 1947 i professional el 1949, 1950, 1951 i 1954. Al mateix temps, guanyà dues medalles de plata als Jocs Olímpics de 1948, en velocitat individual i en tàndem.
És considerat com un dels ciclistes britànics més destacats dels anys cinquanta. Després de tretze anys sense competir, el 1971 tornà a la competició, aconseguint un títol de campió de la Gran Bretanya de velocitat.

## Palmarès
- 1944
  -  Campió del Regne Unit de 1000 iardes
  -  Campió del Regne Unit del quart de milla
  -  Campió del Regne Unit de 5 milles
- 1945
  -  Campió del Regne Unit de 1000 iardes
  -  Campió del Regne Unit del quart de milla
  -  Campió del Regne Unit de la mitja milla
- 1946
  - Gran Premi de París de velocitat amateur
- 1947
  -  Campió del món de velocitat amateur
- 1949
  -  Campió del món de velocitat
- 1950
  -  Campió del món de velocitat
- 1951
  -  Campió del món de velocitat
  - 1r al Gran Premi de París de velocitat
- 1954
  -  Campió del món de velocitat
- 1956
  - 1r al Gran Premi de París de velocitat
- 1974
  -  Campió del Regne Unit de velocitat